# Sveinung Stensland

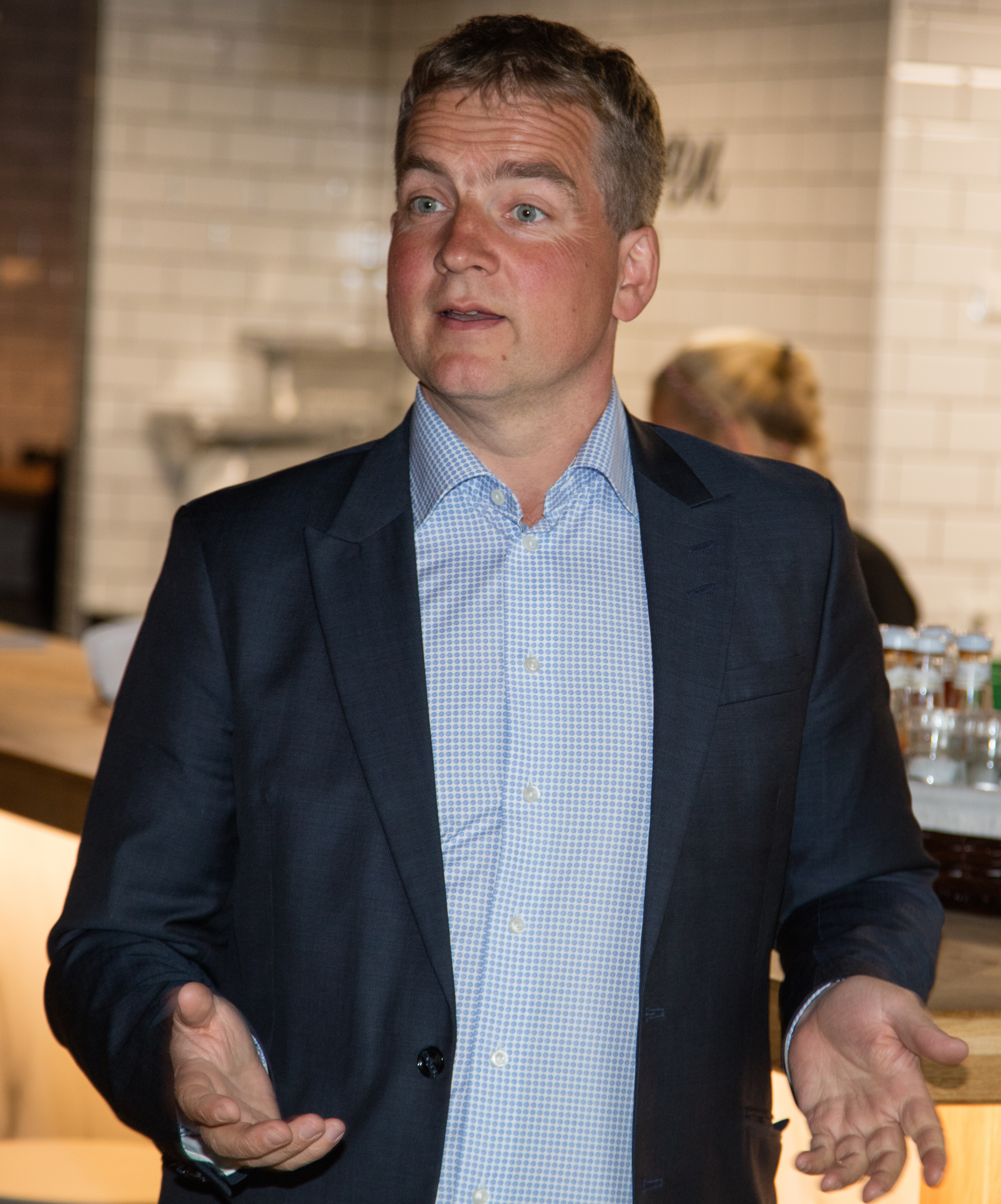
Sveinung Stensland, 2016

Sveinung Stensland (* 6. November 1972 in Haugesund) ist ein norwegischer Politiker der konservativen Partei Høyre. Seit 2013 ist er Abgeordneter im Storting.

## Leben
Nach dem Abschluss der weiterführenden Schule im Jahr 1991 studierte Stensland von 1992 bis 1997 Pharmazie an der Universität Oslo. Anschließend arbeitete er als Pharmazeut und Produktionsleiter in verschiedenen Positionen. Seine Wehrpflicht leistete er von 1997 bis 1998 als Forscher im pharmazeutischen Labor des norwegischen Militärs ab. Zwischen 2000 und 2011 war er Regionalleiter bei der Apothekenkette Apotek 1. In dieser Zeit engagierte Stensland sich auch in der Lokalpolitik. So saß er in den Jahren 2007 bis 2015 im Stadtrat von Haugesund, zwischen 2007 und 2013 war er zudem Abgeordneter im Fylkesting der Provinz Rogaland. Im Fylkesting fungierte er dabei von 2011 bis 2013 als Fraktionsvorsitzender der Høyre-Gruppierung. Stensland stand von 2012 bis 2016 der Høyre-Partei in Rogaland vor.
Bei der Parlamentswahl 2013 verpasste Stensland den Einzug ins norwegische Nationalparlament Storting und er wurde Vararepresentant, also Ersatzabgeordneter. Als solcher kam er fast die ganze Legislaturperiode zum Einsatz, da sein Parteikollege Bent Høie als Gesundheitsminister sein Mandat ruhen lassen musste. Stensland vertritt den Wahlkreis Rogaland und wurde Mitglied im Gesundheits- und Pflegeausschuss. Bei der Wahl 2017 wurde er schließlich erstmals direkt in das Parlament gewählt. Er verblieb im Gesundheits- und Pflegeausschuss und wurde dessen zweiter stellvertretender Vorsitzender. Nach der Stortingswahl 2021 ging er in den Justizausschuss über und wurde dessen zweiter stellvertretender Vorsitzender. Im April 2024 gab Stensland bekannt, dass er bei der Parlamentswahl 2025 nicht erneut kandidieren wolle. Im Juni 2024 wechselte er während der laufenden Legislaturperiode in den Wirtschaftsausschuss.

## Positionen
Im Januar 2024 gab Stensland bekannt, dass er die Nichtregierungsorganisation Reporter ohne Grenzen für den Friedensnobelpreis nominiert habe.